# Lingua cecena
La lingua cecena, o ceceno (nome nativo: Нохчийн мотт, Noxçiyn mott; in russo чеченский язык?, čečenskij jazyk), è una lingua caucasica parlata da circa un milione di persone, la maggior parte delle quali vive in Cecenia.

## Storia
La lingua letteraria cecena fu creata dopo la rivoluzione d'ottobre e a metà del 1920 entrò nell'uso l'alfabeto latino al posto di quello arabo. Nel 1938 venne invece adottato l'alfabeto cirillico. Con la dichiarazione di indipendenza della Repubblica Cecena nel 1992 alcuni nativi ceceni ritornarono all'alfabeto latino. In Giordania, Turchia e Siria ci sono consistenti comunità di immigrati di origine cecena, ma generalmente queste persone non sono capaci di scrivere in ceceno, eccezion fatta per gli individui che hanno fatto lo sforzo di impararne l'ortografia, dato che l'alfabeto cirillico non è generalmente usato né conosciuto in quei paesi.

## Classificazione
La lingua cecena è una delle lingue caucasiche. Linguisticamente, fa parte della famiglia Nakh, assieme alla lingua inguscia ed alla ormai quasi scomparsa lingua bats; esse appartengono tutte alla famiglia delle lingue caucasiche nordorientali ma solo il ceceno e l'inguscio sono mutuamente comprensibili.
Le lingue indigene del Caucaso non fanno parte di alcuna famiglia linguistica presente in altri luoghi sulla terra.

## Distribuzione geografica
Il ceceno è parlato da circa 950.000 persone in Cecenia e (a causa della diaspora cecena) nei paesi del Medio Oriente, specialmente in Giordania.

### Status ufficiale
Il ceceno è la lingua ufficiale della Cecenia, una Repubblica della Federazione Russa.

### Dialetti
Esistono numerosi dialetti ceceni:
- Akkin (Aux) parlato per lo più in Daghestan da 70.000 persone[1]
- Bācbi o Cova-tuš nel villaggio georgiano Zemo Alvani[1]
- Cheberloi, originario dell'omonima zona nel distretto di Vedeno[1]
- Itumkala (Shatoi)
- Kistin o Kisti parlato nella valle del Pankisi (Distretto di Akhmeta in Georgia)[1]
- majsti originarie dell'omonima valle, estinto dal momento in cui furono deportati[1]
- Melkhin
- Ploskost
- Šaro, parlato nell'omonimo distretto (Šaroj)[1]
- Zerq, parlato a Zarqa vicino ad Amman in Giordania, dopo essersi insediati ad inizio XX secolo[1]

## Fonologia
Alcune caratteristiche del ceceno sono la ricchezza di consonanti e suoni simili a quelli dell'arabo o delle lingue native americane, un vasto sistema vocalico rassomigliante a quello dello svedese o del tedesco, quattro generi grammaticali, e una complessa sintassi.
La lingua cecena possiede (come la maggior parte delle lingue caucasiche) un gran numero di consonanti: circa 31 (a seconda del dialetto preso in questione), più di quelle della maggior parte delle lingue europee. A differenza della maggior parte delle lingue del Caucaso, possiede anche un grande inventario di vocali e dittonghi: circa 27 (a seconda del dialetto analizzato)  o secondo Klimov 33, simile nel numero e nella fonetica al sistema vocalico delle lingue scandinave, del tedesco, e del finlandese. Nessuno dei sistemi ortografici finora usati per il ceceno è riuscito ad identificare, con totale accuratezza, tutte le sue vocali.

### Consonanti
|               | Labiali    | Alveolari      | Postalveolari | Velari     | Uvulari  | Epiglottali | Glottali |
| ------------- | ---------- | -------------- | ------------- | ---------- | -------- | ----------- | -------- |
| Nasali        | m          | n              |               |            |          |             |          |
| Plosive       | pʰ b pʼ pː | tʰ d tʼ tː     |               | kʰ ɡ kʼ xk | qʰ qʼ qː | ʡ           | ʔ        |
| Affricate     |            | tsʰ dz tsʼ tsː | tʃʰ dʒ tʃʼ    |            |          |             |          |
| Fricative     | v          | s z            | ʃ ʒ           | x ʁ        | x ʁ      | ʜ           | h        |
| Vibranti      |            | r r̥            |               |            |          |             |          |
| Approssimanti |            | l              | j             |            |          |             |          |

### Vocali
| Posteriori non arrotondate | Posteriori arrotondate | Anteriori~ centrali |
| -------------------------- | ---------------------- | ------------------- |
| ɪ iː                       | y yː                   | ʊ uː                |
| je ie                      | ɥø yø                  | wo uo               |
| e̞ e̞ː                       | ø øː                   | o̞ o̞ː                |
| æ æː                       |                        | ə ɑː                |

## Grammatica
Il ceceno è una lingua agglutinante ergativo-assolutiva. I sostantivi possono appartenere a sei differenti classi, ognuna delle quali con un prefisso che concorda col verbo o con l'aggettivo che accompagna il nome. I verbi presentano anche il modo ottativo e la diatesi antipassiva. Vi sono otto casi (nominativo, genitivo, dativo, ergativo, strumentale, allativo, comparativo e locativo) e molte posposizioni.  Solitamente gli aggettivi e le proposizioni relative precedono il nome al quale sono legate.

### Classi dei nomi
Il ceceno divide i nomi in sei classi. Ad ogni classe corrisponde un prefisso che viene unito agli aggettivi o ai verbi che accompagnano il nome (senza che, però, quest'ultimo venga modificato).
| Numero    | Prefisso del sing. | Prefisso del plu. | Esempi                    |
| --------- | ------------------ | ----------------- | ------------------------- |
| I (masc.) | v-                 | b-/d-             | да/da (padre)             |
| II (fem.) | y-                 | d-/d-             | нана/nana (madre)         |
| III       | y-                 | y-                | пхьагал/pẋagal (coniglio) |
| IV        | d-                 | d-                | наж/naƶ (quercia)         |
| V         | b-                 | b-/niente         | мангал/mangal (falce)     |
| VI        | b-                 | d-                | ӏаж/jaƶ (mela)            |

### Declinazione
In ceceno i casi sono 8, esistono poi altri 7 casi derivati per il locativo, uno per l'oggettivo ed un per il comparativo.
Il nominativo è quasi sempre l'oggetto diretto e non il soggetto.
Qui sotto è riportata la declinazione del sostantivo govr (cavallo)
| Casi        | Sintassi                                                               | singolare       | plurale           |
| ----------- | ---------------------------------------------------------------------- | --------------- | ----------------- |
| nominativo  | soggetto per verbi intransitivi                                        | говр/govr       | говраш/govraş     |
| genitivo    | Complemento di specificazione                                          | говран/govran   | говрийн/govriyn   |
| dativo      | Complemento di termine, soggetto per verbi che esprimono stati d'animo | говрана/govrana | говрашна/govraşna |
| ergativo    | soggetto con verbi transitivi nei tempi non composti                   | говро/govro     | говраша/govraşa   |
| strumentale | Complemento di modo, di compagnia                                      | говраца/govraca | говрашца/govraşca |
| allativo    | complemento di materia, complemento d'argomento                        | говрах/govrax   | говрех/govrex     |
| comparativo | 2° termine di paragone                                                 | говрал/govral   | говрел/govrel     |
| locativo    | Complementi di moto                                                    | говре/govre     | говрашка/govraşka |

## Numerali
I numeri cardinali sono in base 20 mentre i numeri ordinali vengono usati per indicare l'orario.

## Posposizioni
Le posposizioni, forme equivalenti delle preposizioni si scrivono staccate dopo il sostantivo eccetto per i sostantivi che indicano le città in cui sono attaccate.

## Vocabolario
Le parole cecene di origine nativa non sono molte (non più di 3000). Sono presenti numerosi prestiti dal russo, da varie lingue turche (principalmente dal cumucco), dall'arabo, dal persiano, dall'alano (cioè probabilmente l'antenato dell'osseto) e dal georgiano. Studiosi del ceceno e dell'inguscio hanno anche voluto vedere dei collegamenti ad alcune antiche lingue dalla scrittura cuneiforme di area caucasico-mesopotamica, come l'urrita e l'urartiano. Il ceceno presenta inoltre problemi interessanti per la lessicografia, in quanto la creazione di nuove parole avviene unendo tra loro quelle di interi sintagmi (p.e. "una bella casa", sintagma nominale, o "mangiare in fretta", sintagma verbale), piuttosto che aggiungendo prefissi o suffissi a parole già esistenti; risulta quindi difficile decidere se una "parola" di questo tipo debba essere rappresentata da una propria voce separata in un dizionario.

## Alfabeto
Con la diffusione dell'Islam in Cecenia, fu adottato l'alfabeto arabo. Nel 1925 fu introdotto una variante dell'alfabeto latino dalle autorità sovietiche; tuttavia, nel 1938, fu a sua volta sostituito dall'alfabeto cirillico. Nel 1992, i secessionisti ceceni reintrodussero l'alfabeto latino, mentre pochi anni dopo fu reintrodotto quello cirillico. 
| Cirillico     | Nome          | Arabo (prima del 1925) | Latino (1992) | Nome       | IPA                   |
| ------------- | ------------- | ---------------------- | ------------- | ---------- | --------------------- |
| А а           | а             | آ /ɑː/, ا              | A a           | a          | /ə/, /ɑː/             |
| Аь аь         | аь            | ا                      | Ä ä           | ä          | /æ/, /æː/             |
| Б б           | бэ            | ب                      | B b           | be         | /b/                   |
| В в           | вэ            | و                      | V v           | ve         | /v/                   |
| Г г           | гэ            | گ                      | G g           | ge         | /ɡ/                   |
| Гӏ гӏ         | гӏа           | غ                      | Ġ ġ           | ġa         | /ɣ/                   |
| Д д           | дэ            | د                      | D d           | de         | /d/                   |
| Е е           | е             | ە                      | E e           | e          | /e/, /ɛː/, /je/, /ie/ |
| Ё ё           | ё             | یوٓ                     | yo            |            | /jo/ ecc.             |
| Ж ж           | жэ            | ج                      | Ƶ ƶ           | ƶe         | /ʒ/, /dʒ/             |
| З з           | зэ            | ز                      | Z z           | ze         | /z/, /dz/             |
| И и           | и             | ی                      | I i           | i          | /ɪ/                   |
| Ий ий         |               | یی                     | Iy iy         |            | /iː/                  |
| Й й (я, ю, е) | доца и        | ی                      | Y y           | doca i     | /j/                   |
| К к           | к             | ک                      | K k           | ka         | /k/                   |
| Кк кк         |               | کک                     | Kk kk         |            | /kː/                  |
| Кх кх         | кх            | ق                      | Q q           | qa         | /q/                   |
| Ккх ккх       |               | قق                     | Qq qq         |            | /qː/                  |
| Къ къ         | къа           | ڨ                      | Q̇ q̇           | q̇a         | /qʼ/                  |
| Кӏ кӏ         | кӏа           | گ (ࢰ)                  | Kh kh         | kha        | /kʼ/                  |
| Л л           | лэ            | ل                      | L l           | el         | /l/                   |
| М м           | мэ            | م                      | M m           | em         | /m/                   |
| Н н           | нэ            | ن                      | N n           | en         | /n/                   |
| О о           | о             | ووٓ, وٓ uo               | O o           | o          | /o/, /ɔː/, /wo/, /uo/ |
| Ов ов         | ов            | وٓو                     | Ov ov         | ov         | /ɔʊ/                  |
| Оь оь         | оь            | وٓ                      | Ö ö           | ö          | /ɥø/, /yø/            |
| П п           | пэ            | ف                      | P p           | pe         | /p/                   |
| Пп пп         |               | فف                     | Pp pp         |            | /pː/                  |
| Пӏ пӏ         | пӏа           | ڢ ـٯ                   | Ph ph         | pha        | /pʼ/                  |
| Р р           | рэ            | ر                      | R r           | er         | /r/                   |
| Рхӏ рхӏ       |               | رھ                     | Rh rh         |            | /r̥/                   |
| С с           | сэ            | س                      | S s           | es         | /s/                   |
| Сс сс         |               | سس                     | Ss ss         |            | /sː/                  |
| Т т           | тэ            | ت                      | T t           | te         | /t/                   |
| Тт тт         |               | تت                     | Tt tt         |            | /tː/                  |
| Тӏ тӏ         | тӏа           | ط                      | Th th         | tha        | /tʼ/                  |
| У у           | у             | و                      | U u           | u          | /uʊ/                  |
| Ув ув         |               | وو                     | Uv uv         |            | /uː/                  |
| Уь уь         | уь            | و                      | Ü ü           | ü          | /y/                   |
| Уьй уьй       | уьй           | و                      | Üy üy         | üy         | /yː/                  |
| Ф ф           | фэ            | ف                      | F f           | ef         | /f/                   |
| Х х           | хэ            | خ                      | X x           | xa         | /x/                   |
| Хь хь         | хьа           | ح                      | Ẋ ẋ           | ẋa         | /ʜ/                   |
| Хӏ хӏ         | хӏа           | ھ                      | H h           | ha         | /h/                   |
| Ц ц           | цэ            | ر̤                      | C c           | ce         | /ts/                  |
| Цӏ цӏ         | цӏа           | ڗ                      | Ċ ċ           | ċe         | /tsʼ/                 |
| Ч ч           | чэ            | چ                      | Ҫ ҫ           | ҫe         | /tʃ/                  |
| Чӏ чӏ         | чӏа           | ڃ                      | Ҫ̇ ҫ̇           | ҫ̇e         | /tʃʼ/                 |
| Ш ш           | шэ            | ش                      | Ş ş           | şa         | /ʃ/                   |
| Щ щ           | щэ            |                        |               |            |                       |
| (Ъ) ъ<        | чӏогӏа хьаьрк | ئ                      | Ə             | ç̇oġa ẋärk  | /ʔ/                   |
| (Ы) ы         | ы             |                        |               |            |                       |
| (Ь) ь         | кӏеда хьаьрк  |                        |               | kheda ẋärk |                       |
| Э э           | э             | اە                     | E e           | e          | /e/ ecc.              |
| Ю ю           | ю             | یو                     | yu            |            | /ju/ ecc.             |
| Юь юь         | юь            | یو                     | yü            |            | /jy/ ecc.             |
| Я я           | я             | یا، یآ                 | ya            |            | /ja/ ecc.             |
| Яь яь         | яь            | یا                     | yä            |            | /jæ/ ecc.             |
| Ӏ ӏ           | ӏа            | ع                      | J j           | ja         | /ʡ/, /ˤ/              |